# 国立花蓮教育大学
国立花蓮教育大学（こくりつかれんきょういくだいがく、國立花蓮教育大學、National Hualien University of Education）は、台湾花蓮市に位置する中華民国の国立教育大学である。略称は花蓮教大，4学院、16学系、14研究所を擁する教育専門大学である。現在は国立東華大学美侖キャンパスになっている。

## 歴史
| 年     | 月日     | 事跡                                               |
| ------ | -------- | -------------------------------------------------- |
| 1947年 | 10月27日 | 「台湾省立花蓮師範学校」として開校                 |
| 1951年 | 10月     | 花蓮大地震により校舎が被害を受ける                 |
| 1953年 | 8月      | 校舎が復興される                                   |
| 1958年 | 7月      | 台風により校舎が壊滅的な被害を受ける               |
| 1960年 | 9月      | 現所在地へキャンパスを移転                         |
| 1964年 | 7月      | 「台湾立花蓮師範専科学校」と改称                   |
| 1987年 | 7月1日   | 「台湾省立花蓮師範学院」と改称                     |
| 2008年 | 8月1日   | 国立東華大学に統合。同大学の美侖キャンパスになる。 |

## 組織
| - 教育学院 - 初等教育学系 - 幼児教育学系 - 特殊教育學系 - 体育学系 - 国民教育研究所 - 多元文化教育研究所 - 行政指導研究所 - カリキュラム教育研究所 - 身心障害補助テクノロジー研究所 - 人文社会学院 - カウンセラー心理学系 - 中国語教育育学系 - 台湾語文学系 - 社会発展学系 - 郷土文化学系 - 英語教育学系 - カウンセラー心理学研究所 - 民間文学研究所 - 社会発展研究所 | - 理学院 - 数学教育学系 - 応用科学系 - 自然科学教育学系 - 情報科学系 - 学習科学技術研究所 - 地球科学研究所 - 生物資源テクノロジー研究所 - 生態環境教育研究所 - 科学教育研究所 - 芸術学院 - 美術実習教育学系 - 音楽教育学系 - 視覚芸術教育研究所 |